# Османов, Тургут Садвакасулы
Тургут Садвакасулы (Сеид Вакасович) Османов (3 сентября 1927, Алма-Ата — 23 февраля 1982, там же) — казахский советский дирижёр, народный артист Казахской ССР (1978); заслуженный артист Казахской ССР (1963).

## Биография
В 1957 году окончил Московскую консерваторию (класс оперно-симфонического дирижирования).
В 1957-1974 годах работал дирижёром Казахского государственного академического театра оперы и балета имени Абая
C 1974 года — главный режиссёр этого театра. Дирижировал операми: «Абай» (1958) А. К. Жубанова и Л. А. Хамиди; «Биржан и Сара» (1959), «Амангельды» (1959, совместно с Е. Г. Брусиловским) М. Тулебаева (1959); «Кыз-Жибек» (1959), «Жалбыр» (1960), «Ер Таргын» Е. Г. Брусиловского; «Камар слу» (1965) Е. Р. Рахмадиева; «Енлик — Кебек» (1975) Г. А. Жубановой; «Князь Игорь» (1974) А. П. Бородина; «Аида» (1964), «Дон Карлос» (1974), «Бал-маскарад» Дж. Верди; «Кармен» (1964) Ж. Бизе; «Пиковая дама», «Фауст» и другими; балетами: «Камбар — Назым» (1959) В. В. Великанова, «Спартак» (1974) А. И. Хачатуряна, «Лебединое озеро», «Жизель», «Ромео и Джульетта», «Хиросима» Г. А. Жубановой, «Аксак-Кулан» А. Е. Серкебаева, «Алия» М. С. Сагатова; выступлениями Государственного симфонического оркестра Казахской ССР в Москве (1958), Ташкенте (1962), Казани (1967), Фрунзе (1972).
Одновременно с 1957 года занимался педагогической деятельностью в Алма-Атинской государственной консерватории имени Курмангазы, в 1960 году получил звание доцента.
Скончался 23 февраля 1982 года в Алма-Ате, похоронен на Кенсайском кладбище.

## Награды
- Народный артист Казахской ССР (1978)
- Заслуженный артист Казахской ССР (1963)
- Орден «Знак Почёта» (3 января 1959) — за выдающиеся заслуги в развитии казахского искусства и литературы и в связи с декадой казахского искусства и литературы в гор. Москве